# Rusalka (film fra 1910)
 For alternative betydninger, se Rusalka. (Se også artikler, som begynder med Rusalka)
Rusalka (russisk: Русалка, da.: Havfruen) er en russisk film fra 1910 instrueret af Vasilij Gontjarov.
Filmen er baseret på Antonín Dvořáks opera Rusalka, der igen er baseret på skuespillet af samme navn af Aleksandr Pusjkin.

## Handling
En adelsmand har en romance med en fattig møllers datter, men adelsmanden afbryder romancen og kvinden drukner sig. Da adelsmanden skal giftes med en anden kvinde, plages han af syner af den unge kvinde, der konstant viser sig for ham. Han beslutter sig for at vende tilbage til møllen for at finde ud af, hvad der skete. 

## Medvirkende
- Vasilij Stepanov
- Aleksandra Gontjarova som Natalja
- Andrej Gromov